# Comté de Hinchinbrook
Le comté de Hinchinbrook est une zone d'administration locale au nord du Queensland en Australie. Le comté comprend les villes de :
- Ingham ;
- Allingham ;
- Halifax ;
- Toobanna ;
- Abergowie ;
- Lucinda ;
- Trebonne ;
- Taylors Beach ;
- Victoria Estate.

L'économie de la région est basée sur la canne à sucre et le tourisme.
La région a accueilli beaucoup d'immigrants d'origine italienne.
Elle a un climat tropical avec des températures maximales moyennes de 32 °C en été et 25 °C en hiver ; des minimales de 23 °C en été et 14 °C en hiver. Il tombe plus de 2 mètres d'eau par an et il y a 74 jours de soleil.